# Otoneurologia
Otoneurologia - dyscyplina medyczna, niebędąca specjalizacją lekarską, z pogranicza laryngologii, neurologii, neurochirurgii i okulistyki.
Zajmuje się anatomią, fizjologią i patologią narządu przedsionkowego, czyli zmysłem równowagi, którego zaburzenia manifestują się najczęściej zawrotami głowy oraz szumami usznymi.
W kręgu zainteresowań otoneurologii są też implanty ślimakowe i chirurgia guzów podstawy czaszki.

Przeczytaj ostrzeżenie dotyczące informacji medycznych i pokrewnych zamieszczonych w Wikipedii.